# Московский еврейский общинный центр

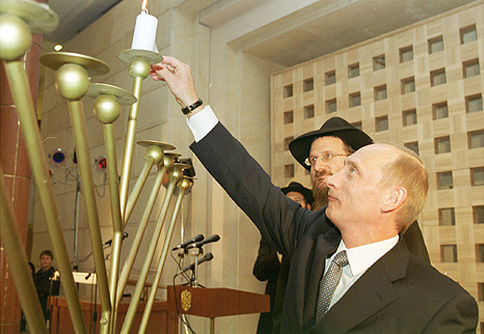
Президент России Владимир Путин зажигает ханукальные свечи в Московском еврейском общинном центре с главным раввином России Берлом Лазаром. 21 декабря 2000 г.

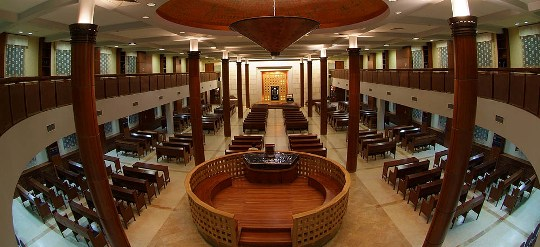
Молельный зал Московского еврейского общинного центра

Московский еврейский общинный центр — еврейская религиозная общественная организация, крупнейший еврейский общинный центр в России. Расположен в Марьиной Роще по адресу 2-й Вышеславцев переулок, 5А. На втором этаже здания расположена синагога Бейс Менахем. Центр основан в 2000 году. Президент организации  — раввин Мордехай Вайсберг.

## История
Исторически Марьина Роща была еврейским районом Москвы. На месте нынешнего центра во 2-м Вышеславцевом переулке располагалась бревенчатая синагога 1926 года постройки. В годы перестройки при ней открылась первая в СССР иешива и функционировала еврейская община. В 1993 году здание синагоги сгорело при пожаре. Тогда же, в первой половине 1990-х годов, было принято решение о строительстве еврейского общинного центра, включающего в себя синагогу. Оно началось в 1996 году при содействии президента Фонда развития еврейской культуры Александра Бороды. В том же году во 2-м Вышеславцевом переулке было открыто временное здание синагоги, однако оно вскоре пострадало от серии взрывов, совершённых неизвестными. Впоследствии там стал располагаться центр общины бухарских евреев.
Автором проекта здания общинного центра стал израильский архитектор Исраэль Гудович, крупнейшими спонсорами — Владимир Гусинский, Роман Абрамович, Лев Леваев. Торжественная церемония открытия состоялась 18 сентября 2000 года при участии президента России Владимира Путина, главного раввина страны Берла Лазара, первого вице-премьера московского правительства Владимира Ресина, посла США в России Джеймса Коллинза, посла Израиля Натана Мерона, главного сефардского раввина Израиля Мордехая Элияху. Из звёзд шоу-бизнеса на церемонии присутствовали Иосиф Кобзон, Филипп Киркоров, Михаил Шуфутинский, Наталья Дарьялова.
Общая площадь всех помещений Московского еврейского общинного центра составляет 7200 м². На его территории располагаются офисные, учебные помещения, студии, синагога на 2000 мест, ритуальный бассейн — миква, фитнес-центр, интернет-центр, кошерный ресторан «Штетл», молочное кафе «Молоко и мёд», библиотека и концертный зал.

## Деятельность
На базе еврейского центра и Федерации еврейских общин России действуют социальные проекты и клубы для разных категорий населения. Для бизнесменов и руководителей предприятий, ученых и государственных служащих еврейского происхождения открыт деловой клуб Solomon. При центре работают детские и молодёжные клубы, курсы английского, французского, немецкого, испанского языков, иврита и идиша, живописи, вокала, танца, игры на гитаре. Также есть автошкола, компьютерные курсы, спортивные и благотворительные программы.
Московский еврейский общинный центр поддерживает работу еврейских клубов при МГУ, МГИМО, Высшей школе экономики, проводит встречи с политиками, религиозными лидерами, учеными, деятелями искусства, лекции, концерты, выставки, кинопоказы.
Центр организует иудейские праздники в Москве, Подмосковье и российских регионах.